# Empoasca nihila
Empoasca nihila är en insektsart som beskrevs av Caldwell 1952. Empoasca nihila ingår i släktet Empoasca och familjen dvärgstritar. Inga underarter finns listade i Catalogue of Life.